# Julienne de Nassau-Dillenbourg (1546-1588)
Julienne de Nassau-Dillenbourg (10 août 1546 – 31 août 1588) est une sœur cadette du prince Guillaume Ier d'Orange-Nassau.

## Biographie
Julienne est née à Dillenbourg, douzième enfant du comte Guillaume de Nassau-Dillenbourg et Juliana de Stolberg, sa deuxième épouse. Avant son mariage, elle a été fiancée avec Frédéric II de Danemark.
Le 14 juin 1575, elle épouse Albert VII de Schwarzbourg-Rudolstadt, avec qui elle a les enfants suivants :
1. Charles-Gonthier de Schwarzbourg-Rudolstadt (6 novembre 1576 – 24 septembre 1630) ;
2. Élisabeth-Julienne (1er janvier 1578 – 28 mars 1658) ;
3. Sophie (1er mars 1579 – 24 août 1630), mariée le 30 mars 1595 à Jobst II de Barby-Mühlingen ;
4. Madeleine (12 avril 1580 – 22 avril 1632), mariée le 22 mai 1597 à Henri II Reuss zu Gera ;
5. Louis-Gonthier Ier de Schwarzbourg-Rudolstadt (27 mai 1581 – 4 novembre 1646) ;
6. Albert-Gonthier de Schwarzbourg-Rudolstadt (8 août 1582 – 20 janvier 1634) ;
7. Anne-Sibylle de Schwarzbourg-Rudolstadt (bg) (14 mars 1584 – 22 août 1623), mariée le 15 novembre 1612 à Christian-Gonthier de Schwarzbourg-Sondershausen ;
8. Catherine-Marie (13 juillet 1585 – 19 janvier 1659) ;
9. Catherine-Suzanne (13 février 1587 – 19 avril 1662) ;
10. Henri-Gonthier, est mort jeune en 1589.

Julienne de Nassau-Dillenbourg meurt lors de l'accouchement de son 10e enfant.